# Jean-Jacques Borrut
Jean-Jacques Borrut, également connu sous le nom de Joan Jaume Borrut, né le 11 octobre 1944 à Lapalme (aujourd'hui La Palme) dans l’Aude, mort le 18 juillet 2020 dans le même village, est un artiste plasticien et poète français.
Fondateur du mouvement Sens-Usualité, il est connu pour sa représentation haptique de l’espace et ensuite pour ses actes plastiques sensoriels et situationnistes.

## Biographie

### Jeunesse à La Palme
Né le 11 octobre 1944 à La Palme dans l’Aude, où il passe son enfance à peindre les garrigues, les étangs, son monde. Il accompagne ses œuvres d’écrits et peu à peu cherche à représenter ses écrits. Il s’intéresse au bouddhisme et au taoïsme. Côté littéraire, il s’enthousiasme pour Boris Vian, Alain Robbe-Grillet, Marguerite Duras, Louis-Ferdinand Céline, William Faulkner, découvre Joë Bousquet, dont les parents sont originaires de La Palme.

### Études à Toulouse
Après des études secondaires au lycée Marcellin Berthelot à Toulouse, il entre en 1963 à l’École supérieure des beaux-arts de Toulouse, où il prépare le professorat d’arts plastiques. Parallèlement, il suit des cours en Faculté des Lettres. Il obtient le grand prix municipal de Toulouse Jean Suau en 1967. Entre-temps, le peintre Raoul Bergougnan l’accepte dans l’Atelier supérieur de peinture.
Opposé à l’académisme en vigueur, dans la mouvance de l’Internationale situationniste, il participe aux groupes de réforme de l’enseignement dès 1967, et en 1968.
Il fonde l’association culturelle « AAA » au Moulin de Bérat près de Toulouse en 1967. Il vit différentes expériences communautaires entre 1967 et 1972. Il s’affilie à divers mouvements occitans, libertaires.
Son maître, Raoul Bergougnan, lui propose d’exposer. En janvier 1969, il expose, à la galerie Chappe-Lautier, des « Paysages gestualités colorés existentiels ». Ses toiles « Faire l’amour et Faire la révolution », un temps retenues pour un achat par la ville, ne le seront plus à la suite du film réalisé et proposé à la télévision par Philipe Bordier. Le cinéaste fut censuré et perdit son emploi à la télévision toulousaine.

### Professorat d'arts plastiques à Toulouse
Jean-Jacques Borrut obtient le Diplôme national de peinture en 1970, puis le CAPES d’arts plastiques.
Professeur, il continue de peindre notamment dans l’atelier de Raoul Bergougnan, et de graver dans celui de Louis Louvrier.
En 1973, c'est l'exposition Femme en langues colorée et assemblées dans une dynamique formelle. Il développe sa pensée « sens-usualitaire ».
À la galerie Chappe-Lautier, dans sa période graphique il dépeint en noir et blanc un « monde en colère » du Larzac aux centrales nucléaires de La Palme de 1973 à 1975 à la révolte occitano-vigneronne de Montredon-des-Corbières en 1976 et « un monde non aseptisé… aux possibles aussi inconfortables soient-ils ».
Il participe à la vie culturelle de Toulouse, par ses expositions régulières à la galerie Chappe-Lautier,, au groupe Images du peintre Jacques Fauché.
En 1978, il ouvre un atelier d’art à Ramonville-Saint-Agne.
En 1979, il présente un DEA d’histoire de l’art, « Les peintres, dessinateurs, graveurs et sculpteurs des régions Languedoc-Roussillon et Midi-Pyrénées de 1945 à 1978 ».
Son maitre Raoul Bergougnan refusant qu’il réalise une thèse de doctorat sur lui, il choisit de la réaliser sur le peintre cinéaste Robert Lapoujade.

### Retour à La Palme
En 1981, il quitte Toulouse et s’installe dans la maison de son enfance à La Palme.
Professeur à Narbonne, désormais son animation culturelle se développe en Languedoc-Roussillon.
En 1984, il fonde l’association « Sens-usualité », avec laquelle il se manifeste dans différents lieux d’exposition. En 1987, président de l’association « PARCO », il organise des expositions dans les châteaux cathares avec Jean Pierre Sarret et Michel Servet. En 1989, sa toile « Jouissons sans entraves citoyens » est sélectionnée par le jury mais refusée par la mairie de Narbonne considérant qu’elle ne pouvait faire l’affichage publicitaire de la ville avec cette œuvre en public Désormais ses voyages se concentrent sur l'Asie du Sud-Est.
En 1992, il reçoit le prix de Narbonne Base Olympique « Expo’art »,. De retour de la Guadeloupe, il présente des paysages tropicaux et s’oriente vers l’exotisme féminin.
En 1993, il poursuit cette aventure avec une exposition intitulée « Narbo-résurrections »,.
En 1994, son œuvre se développe dans « Le plaisir et l’innocence », exposée à Narbonne puis par une installation-performance à Rivesaltes: « Joffre-Borrul », une participation aux journées de Bérat-sur-Mer,.
De 1993 à 1997, il participe à l’association « Le Rouge dans le Bleu » et installe notamment les « Barriques à l’eau dans l’Agly » en 1995. Cette même année, il décore le musée du vent à Lastours et anime « Surexpositions » à Narbonne.
En 1998, il réalise une performance, « Ode à Dali », au centre du monde dans la Gare de Perpignan. Vers 2000, il produit en sculpture de la pierre bleue, du marbre de La Palme mais aussi avec des résines.

### Séjours en Asie
En 2004, il se retire de l’enseignement.
Après un de ses séjours en Chine, où il a parcouru et photographié les montagnes du Huang Shan aussi nommées Monts Huang, il visite les beaux jardins de Suzhou. Dès 2009 il poétise des photos infographiées, puis calligraphie ses « Ove sur Shan» avant de se produire en lavis dans « Le Shan en Corbières »,. C'est également en 2009 qu'il ouvre sa galerie « Sens-Usualité » à La Palme et commence des animations, des stages culturels permettant de pratiquer sa pensée « sens-usualitaire ». Il organise aussi des performances poétiques, notamment une performance poético-plastique: La Vergonha et la Baragonha au bord de l’étang de La Palme le 14 juillet 2012.
Continuant ses voyages en Asie des Philippines à la Malaisie, il s’installe un temps en Thaïlande, décore le restaurant qu’il crée à Ayutthaya, expose. À son retour, ses expositions présentent des paysages, des visages de femme exotiques. Une peinture qui souligne sa maitrise de la tache colorée, du geste, dans une démarche zen.
Joan Jaume est aussi écrivain, poète. L’écriture accompagne son œuvre plastique jusque dans la toile. En 2014, il publie deux recueils de contes : Légende de La Palme : La Vergonha et la Baragonha et Contes pour l’étang : Conte du grand tourbillon et Ode à Bacchus.

## Thèse
- Les peintres, dessinateurs et sculpteurs des régions Languedoc-Roussillon et Midi-Pyrénées de 1945 à 1978, DEA d’histoire de l’art moderne, Université de Toulouse-Mirail, 1979.

## Publications
- La Vergonha et la Bergonha: Légende de La Palme, Editions Sens-Usualité, 2014.
- Conte du Grand Tourbillon; Ode à Bacchus: Contes pour l’étang, Editions Sens-Usualité, 2014.